# Каріну
Ка́ріну (ест. Karinu küla) — село в Естонії, у волості Ярва повіту Ярвамаа.

## Населення
Чисельність населення на 31 грудня 2011 року становила 181 особу.

## Географія
Через населений пункт проходить автошлях 15127 (Ярва-Яані — Пікевере — Ебавере).

## Історія
З 26 вересня 1991 до 21 жовтня 2017 року село входило до складу волості Ярва-Яані.